# Апаша
Апаша (башк. Апаша, рос. Апаша) — річка в Російській Федерації, що протікає у Башкортостані. Впада до річки Швидкий Танип. Довжина — 17 км.